# Referentie-effect
Het referentie-effect (ofwel verankeringseffect, anchoring effect, ankerheuristiek of aanpassingsheuristiek) is een cognitieve bias, een schatting op basis van de eerst beschikbare informatie (ofwel de referentie of het anker). Hoewel deze referentie niet noodzakelijk relevant is voor de schatting, beïnvloedt deze de schatting wel. Als deze referentie inderdaad niet relevant is voor de schatting, dan faalt de heuristiek of vuistregel die normaal gesproken van nut kan zijn om de besluitvorming te versnellen. Deze aanpassing van een schatting doet zich bijvoorbeeld voor indien consumenten een prijsoordeel moeten vormen, en ze zich hierbij laten leiden door een gesuggereerde prijs.
Een ander voorbeeld is wanneer personen een schatting van het aantal bakstenen in een woning moet maken, voorafgaand door de vraag of ze denken dat het er meer of minder dan 10,000 zullen zijn. Gemiddeld genomen maken mensen een lagere schatting van het aantal bakstenen dan wanneer een vergelijkbare groep mensen het aantal bakstenen in hetzelfde huis moet schatten, maar voorafgegaan door de vraag of ze denken dat het er meer of minder dan 50.000 zullen zijn. Het voor de schatting in principe niet-relevante feit dat deze voorafgegaan werd door een andere vraag waarin aan 10.000, dan wel 50.000 bakstenen gerefereerd werd, beïnvloedt de schatting.

## Verwante termen
Marketeers spelen bewust op dit effect in, dit kan onder andere door framing, waarbij gepoogd wordt een dienst of product in een bepaald referentiekader te plaatsen, of door gebruik te maken van het afleidings- of asymmetrische dominantie-effect. Vanuit het conformisme wordt er ook een beroep op compliancetechnieken gedaan, zoals de 'voet-tussen-de-deurtechniek' die vertelt dat iemand makkelijker is over te halen voor een groot verzoek, nadat diegene een kleiner verzoek heeft geaccepteerd. Of de omgekeerde variant: deur-in-je-gezichttechniek, waarbij men een groot verzoek doet, die zoals verwacht,  wordt afgeslagen, om vervolgens een kleiner of 'redelijker' verzoek aan te bieden. Een bekend voorbeeld zijn bepaalde bedrijven die het goede doelen steunen 'indirect' gebruiken voor acquisitie, terwijl het goede doel ook op een 'directe' wijze gesteund kan worden. 
Ook de stroop-taak heeft overeenkomsten, waarbij mensen kleuren moeten lezen als woord terwijl deze in een andere kleur geschreven staan, wat in principe niet-relevant is maar wel tot verwarring leidt. Het vereist soms selectieve aandacht, met name het receptie-fenomeen (Engels: cocktail-party effect), waarbij men zich kan richten op een bepaalde stimulus terwijl andere stimuli gedeeltelijk worden uitgefilterd.